# Universale Economica Feltrinelli dal 901 al 1000

## Dal n. 901 al n. 1000
- I 100 precedenti: Universale Economica Feltrinelli dal 801 al 900

| Universale Economica Feltrinelli |              | |                                       |
|                                  |              | |                                       |
|                                  | Sezione      | Titolo | Autore                                |
| 901                              | Saggi        | Pesta duro e vai tranquilo: dizionario del linguaggio giovanile                                                           | Gian Ruggero Manzoni, Emilio Dalmonte |
| 902                              | Cinema       | Il coltello in testa: sceneggiatura del film                                                                              | Peter Schneider                       |
| 903                              | Saggi        | Genitori senza difetti | Anne Clancier, Roland Jaccard         |
| 904                              | Narrativa    | Figlio di ladro | Manuel Rojas                          |
| 905                              | Narrativa    | Il diavolo nella bottiglia e altri racconti                                                                               | Robert Louis Stevenson                |
| 906                              | Memoria      | Una giovinezza del secolo XIX                                                                                             | Neera                                 |
| 907                              | Narrativa    | L'omnibus celeste | Edward Morgan Forster                 |
| 908                              | Documenti    | Sante e streghe: biografie e documenti dal XIV al XVII secolo                                                             | Marcello Craveri                      |
| 909                              | Varia        | Galantara: il morso dell'Asino                                                                                            | Guido Davide Neri                     |
| 910                              | Saggi        | Degas danza disegno, a cura di Beniamino Dal Fabbro                                                                       | Paul Valéry                           |
| 911                              | Saggi        | I tumori non rispettano il codice: aspetti storici, biologici, ecologici e terapeutici, presentazione di Umberto Veronesi | Edoardo Gallico                       |
| 912                              | Narrativa    | Il sorriso ai piedi della scala                                                                                           | Henry Miller                          |
| 913                              | Saggi        | Scene della terza guerra mondiale, 1967-1977, prefazione di Goffredo Fofi                                                 | Chris Marker                          |
| 914                              | Narrativa    | Israel Potter, prefazione di Emilio Cecchi                                                                                | Herman Melville                       |
| 915                              | Poesia       | Gli abbracci feriti: poetesse portoghesi di oggi, introduzione di Luciana Stegagno Picchio                                | Adelina Aletti (a cura di)            |
| 916                              | Cinema       | Cinema perduto: appunti di viaggio tra film e storia                                                                      | Gian Piero Brunetta                   |
| 917                              | Narrativa    | La donna che fuggì a cavallo, introduzione di Stefano Zecchi                                                              | D. H. Lawrence                        |
| 918                              | Cinema       | Ivan il terribile, a cura di Paolo Bertetto                                                                               | Sergej Michajlovič Ėjzenštejn         |
| 919                              | Narrativa    | Novelle ebraiche, introduzione di Mosè Beilinson                                                                          | Isacco Leyb Peretz                    |
| 920                              | Saggi        | Palco di proscenio: il melodramma: autori, cantanti, teatri, impresari                                                    | Giampiero Tintori                     |
| 921                              | Poesia       | Canti pisani, a cura di Alfredo Rizzardi                                                                                  | Ezra Pound                            |
| 922                              | Poesia       | Stanze - Orfeo - Rime, con il saggio Delle poesie toscane di messer Angelo Poliziano di Giosuè Carducci                   | Angelo Poliziano                      |
| 923                              | Saggi        | La gravidanza: un'esperienza che riguarda la donna, l'uomo e la società                                                   | Barbara Vogt-Hagerbaumer              |
| 924                              | Cinema       | Film 1981 | Lino Micciché (a cura di)             |
| 925                              | Narrativa    | Anfitrione, prefazione di Giovanni Macchia, trad. di Patrizia Cavalli                                                     | Molière                               |
| 926                              | Saggi        | Popoli e paesi | Margaret Mead                         |
| 927                              | Poesia       | Quattro poemetti, a cura di Nicola Crocetti                                                                               | Ghiannis Ritsos                       |
| 928                              | Poesia       | Prima o poi l'amore arriva                                                                                                | Stefano Benni                         |
| 929                              | Narrativa    | Breve lettera del lungo addio                                                                                             | Peter Handke                          |
| 930                              | Saggi        | Idee e storie di artisti : Courbet, Daumier, Fattori, Van Gogh, Cézanne, Picasso, Leger, Siqueiros, Manzù, Levi, Guttuso  | Mario De Micheli                      |
| 931                              | Narrativa    | Lettere persiane, a cura di Chiara Agostini                                                                               | Montesquieu                           |
| 932                              | Saggi        | L'America violata: antologia della conquista                                                                              | Luisa Pranzetti (a cura di)           |
| 933                              | Saggi        | Il protestantesimo: la sfida degli evangelici in Italia e nel mondo                                                       | Aurelio Penna, Sergio Ronchi          |
| 934                              | Memoria      | Lettere alla figlia: 1877-1902, introduzione di Katia Bagnoli                                                             | Calamity Jane                         |
| 935                              | Narrativa    | Il mio nome sia Gantenbein                                                                                                | Max Frisch                            |
| 936                              | Saggi        | Il politico: antologia di testi: Da Machiavelli a Cromwell                                                                | Mario Tronti (a cura di)              |
| 937                              | Saggi        | Il politico: antologia di testi: Da Hobbes a Smith (III-IV)                                                               | Mario Tronti (a cura di)              |
| 938                              | Narrativa    | Trans-Atlantico | Witold Gombrowicz                     |
| 939                              | Varia        | Stagioni del rock demenziale: archeologia fantastica di modelli rock, postfazione di Pier Vittorio Tondelli               | Roberto "Freak" Antoni                |
| 940                              | Memoria      | La mia vita, presentazione di Vittorio Fagone                                                                             | Carlo Carrà                           |
| 941                              | Narrativa    | Che ti succede, compagno?                                                                                                 | Fernando Gabeira                      |
| 942                              | Teatro       | La classe morta di Tadeusz Kantor, libro fotografico                                                                      | Maurizio Buscarino                    |
| 943                              | Narrativa    | L'ambulante | Peter Handke                          |
| 944                              | Narrativa    | Gli uomini della sua vita                                                                                                 | Mary McCarthy                         |
| 945                              | Narrativa    | Prima del calcio di rigore                                                                                                | Peter Handke                          |
| 946                              | Cinema       | Ricomincio da tre: sceneggiatura dal film                                                                                 | Massimo Troisi, Anna Pavignano        |
| 947                              | Narrativa    | Il cavaliere insonne (ballata III)                                                                                        | Manuel Scorza                         |
| 948                              | Narrativa    | Ricordi, a cura di Sergio Marconi, con il saggio L'uomo del Guicciardini di Francesco De Sanctis                          | Francesco Guicciardini                |
| 949                              | Narrativa    | Tra un atto e l'altro | Virginia Woolf                        |
| 950                              | Narrativa    | Ombra del paradiso | Vicente Aleixandre                    |
| 951                              | Narrativa    | Iperione o l'eremita in Grecia, a cura di Giovanni Vittorio Amoretti                                                      | Friedrich Hölderlin                   |
| 952                              | Cinema       | Mon oncle d'Amerique, a cura di Piero Arlorio                                                                             | Jean Gruault, Alain Resnais           |
| 953                              | Narrativa    | Dimmi da quando è partito il treno                                                                                        | James Baldwin                         |
| 954                              | Saggi        | Attualità di Darwin: la vita e l'opera, prefazione di Giorgio Celli                                                       | Daniel H. Bouanchaud                  |
| 955                              | Narrativa    | Il pianeta di Mr. Sammler                                                                                                 | Saul Bellow                           |
| 956                              | Narrativa    | Confessioni di una maschera                                                                                               | Yukio Mishima                         |
| 957                              | Saggi        | Mangiare da re, introduzione di Luigi Veronelli                                                                           | Nino Bergese                          |
| 958                              | Saggi        | La semiotica letteraria italiana                                                                                          | Marin Mincu                           |
| 959                              | Narrativa    | La vita breve | Juan Carlos Onetti                    |
| 960                              | Cinema       | Antropologia del cinema                                                                                                   | Massimo Canevacci                     |
| 961                              | Saggi        | Dalla parte delle bambine                                                                                                 | Elena Gianini Belotti                 |
| 962                              | Saggi        | L'uomo e la natura, a cura di Mario De Micheli                                                                            | Leonardo da Vinci                     |
| 963                              | Vite Narrate | Schumann, a cura di Alessandro Melchiorre                                                                                 | André Boucourechliev                  |
| 964                              | Saggi        | Dare un senso al sesso: nuovi fatti e nuove idee per i giovani                                                            | Helen Singer Kaplan                   |
| 965                              | Saggi        | Da Quarto a Torino: breve storia della spedizione dei Mille                                                               | Luciano Bianciardi                    |
| 966                              | Narrativa    | Per questa notte | Juan Carlos Onetti                    |
| 967                              | Memoria      | Alice: i giorni della droga                                                                                               | (anonimo)                             |
| 968                              | Memoria      | Padre padrone: l'educazione di un pastore                                                                                 | Gavino Ledda                          |
| 969                              | Narrativa    | Fattaccio a Buenos Aires                                                                                                  | Manuel Puig                           |
| 970                              | Varia        | Sociologia del rock, prefazione di Nemesio Ala e Franco Fabbri                                                            | Simon Frith                           |
| 971                              | Narrativa    | La storia di Tewje il lattivendolo                                                                                        | Shalom Alechem                        |
| 972                              | Saggi        | Il cinema o l'uomo immaginario: saggio di antropologia sociologica, prefazione di Francesco Casetti                       | Edgar Morin                           |
| 973                              | Narrativa    | L'opera al nero | Marguerite Yourcenar                  |
| 974                              | Narrativa    | Dopo il banchetto | Yukio Mishima                         |
| 975                              | Poesia       | Le stanze d'alabastro: 140 poesie, a cura di Nadia Campana                                                                | Emily Dickinson                       |
| 976                              | Narrativa    | Una frase, un rigo appena                                                                                                 | Manuel Puig                           |
| 977                              | Narrativa    | Cantare di Agapito Robles (ballata IV)                                                                                    | Manuel Scorza                         |
| 978                              | Narrativa    | Compagno di sbronze | Charles Bukowski                      |
| 979                              | Narrativa    | Altri libertini | Pier Vittorio Tondelli                |
| 980                              | Saggi        | L'oro di Troia | Robert Payne                          |
| 981                              | Narrativa    | La noia di essere moglie                                                                                                  | Doris Lessing                         |
| 982                              | Teatro       | Agamennuni: l'Orestea di Gibellina, da Eschilo                                                                            | Emilio Isgrò                          |
| 983                              | Narrativa    | Primavera nera | Henry Miller                          |
| 984                              | Memoria      | Donne, sciabole e cavalli: le confessioni di un avventuriero al Messico, a cura di Roger Butterfield                      | Samuel E. Chamberlain                 |
| 985                              | Cinema       | Provaci ancora, Sam | Woody Allen                           |
| 986                              | Saggi        | Nietzsche | Jean Granier                          |
| 987                              | Narrativa    | La danza immobile | Manuel Scorza                         |
| 988                              | Teatro       | I cuefuri: l'Orestea di Gibellina, da Eschilo                                                                             | Emilio Isgrò                          |
| 989                              | Cinema       | Io e Annie | Woody Allen                           |
| 990                              | Narrativa    | Terra! | Stefano Benni                         |
| 991                              | Teatro       | Villa Eumenidi: l'Orestea di Gibellina, da Eschilo, prefazione di Ettore Capriolo                                         | Emilio Isgrò                          |
| 992                              | Narrativa    | Musica per organi caldi                                                                                                   | Charles Bukowski                      |
| 993                              | Saggi        | Il corpo | Umberto Galimberti                    |
| 994                              | Narrativa    | Trastulli di animali | Yukio Mishima                         |
| 995                              | Narrativa    | Il padiglione d'oro | Yukio Mishima                         |
| 996                              | Saggi        | Il libro del training autogeno                                                                                            | Gisela Eberlein                       |
| 997                              | Narrativa    | Moderato cantabile | Marguerite Duras                      |
| 998                              | Narrativa    | Le carte segrete di Mary Brandon raccolte da Maurice Evans                                                                | Quentin Bell                          |
| 999                              | Narrativa    | Memoriale del convento | José Saramago                         |
| 1000                             | Narrativa    | La casa degli spiriti | Isabel Allende                        |

- I 100 successivi: Universale Economica Feltrinelli dal 1001 al 1100